# Claino con Osteno
Claino con Osteno (Cin e Osten in dialetto comasco, AFI: /ʧiŋ/ e /ˈɔsteŋ/) è un comune italiano di 560 abitanti della provincia di Como in Lombardia.
È costituito dalle due frazioni di Claino, in posizione sopraelevata, e di Osteno, in riva al lago di Lugano, ben distinte dalle rispettive parrocchie. Attorno a questi centri gravitano alcune borgate minori, in particolare Rescia e Righeggia, lungo il lago, e Barclaino, nell'entroterra.

## Storia

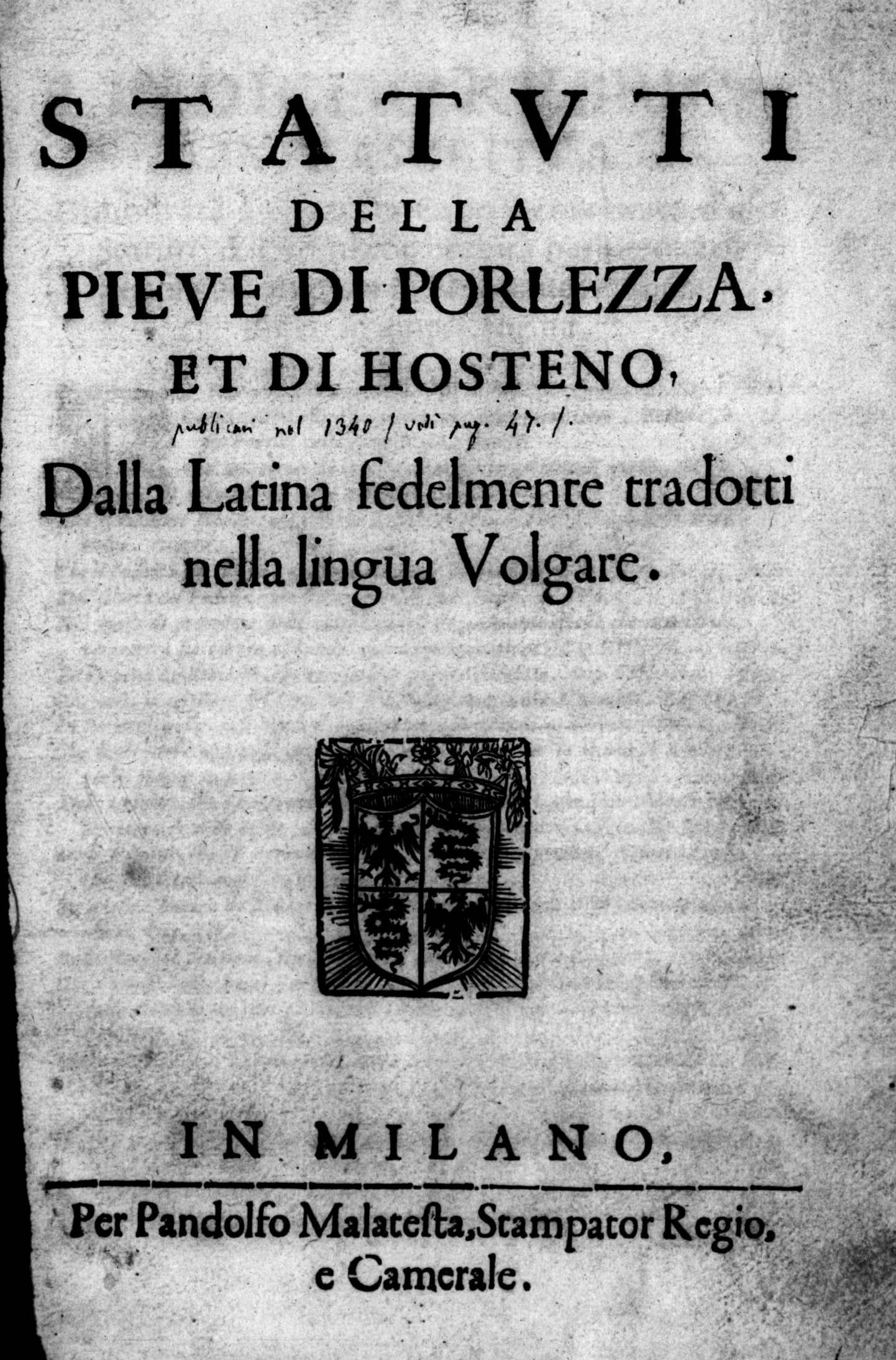
Statuti della Pieve di Porlezza et di Hosteno, 1594

Durante l'età comunale, in virtù della sua posizione geografica, Claino e Osteno rappresentarono uno snodo strategico da e verso la Val d'Intelvi. Ciascuno dei due abitati era difeso da un proprio castello.
Il comune di Osteno faceva parte della pieve di Porlezza, con cui condivideva gli statuti del 1338.
Nel l'11 settembre 1416 Filippo Maria Visconti scambiò con i Rusca il castel Baradello e la città di Como per una serie di Signorie, tra cui quella di Cima, di Osteno e della Valle Intelvi. Una conferma di Osteno come possedimento feudale dei Rusca si ebbe con un diploma di Francesco I Sforza del 24 aprile 1451 .
Nei secoli successivi, Claino e Osteno seguirono le vicende del feudo della Val d'Intelvi, passando dapprima nelle mani dei Pusterla, poi, nel 1583, in quelle dei Marliani e infine, a partire dal 1713, in quelle dei Riva-Andreotti feudatari fino al regno di Maria Teresa d'Austria.
Sempre inserito nella pieve di Porlezza, nel 1751 Claino e Osteno risultano formare un unico comune che costituiva terra separata del Ducato di Milano. Quando l'editto del 26 settembre 1786 decretò la suddivisione della Lombardia austriaca in province, Claino con Osteno confermato nella pieve di Porlezza ma inserito nella provincia di Como. Cinque anni dopo, la pieve di Porlezza, venne tuttavia inclusa nel I distretto censuario della provincia di Milano.
Durante il periodo feudale e fino all'età napoleonica, Osteno fu sede di un tribunale e di una pretura.
Le riorganizzazioni territoriali volute da Napoleone videro l'incorporazione di Ponna Superiore ed Inferiore nel comune di Claino con Osteno. L'aggregazione, confermata nel 1812, venne tuttavia abrogata con il ritorno degli austriaci e l'attivazione dei comuni della provincia di Como del Regno Lombardo-Veneto.

### Simboli
Lo stemma in uso al comune è stato adottato senza un formale decreto di concessione.
È raffigurata la torre di Osteno sulla riva del lago di Lugano.
Il gonfalone è un drappo di bianco.

## Monumenti e luoghi d'interesse

### Architetture religiose

#### Chiesa parrocchiale dei Santi Pietro e Paolo

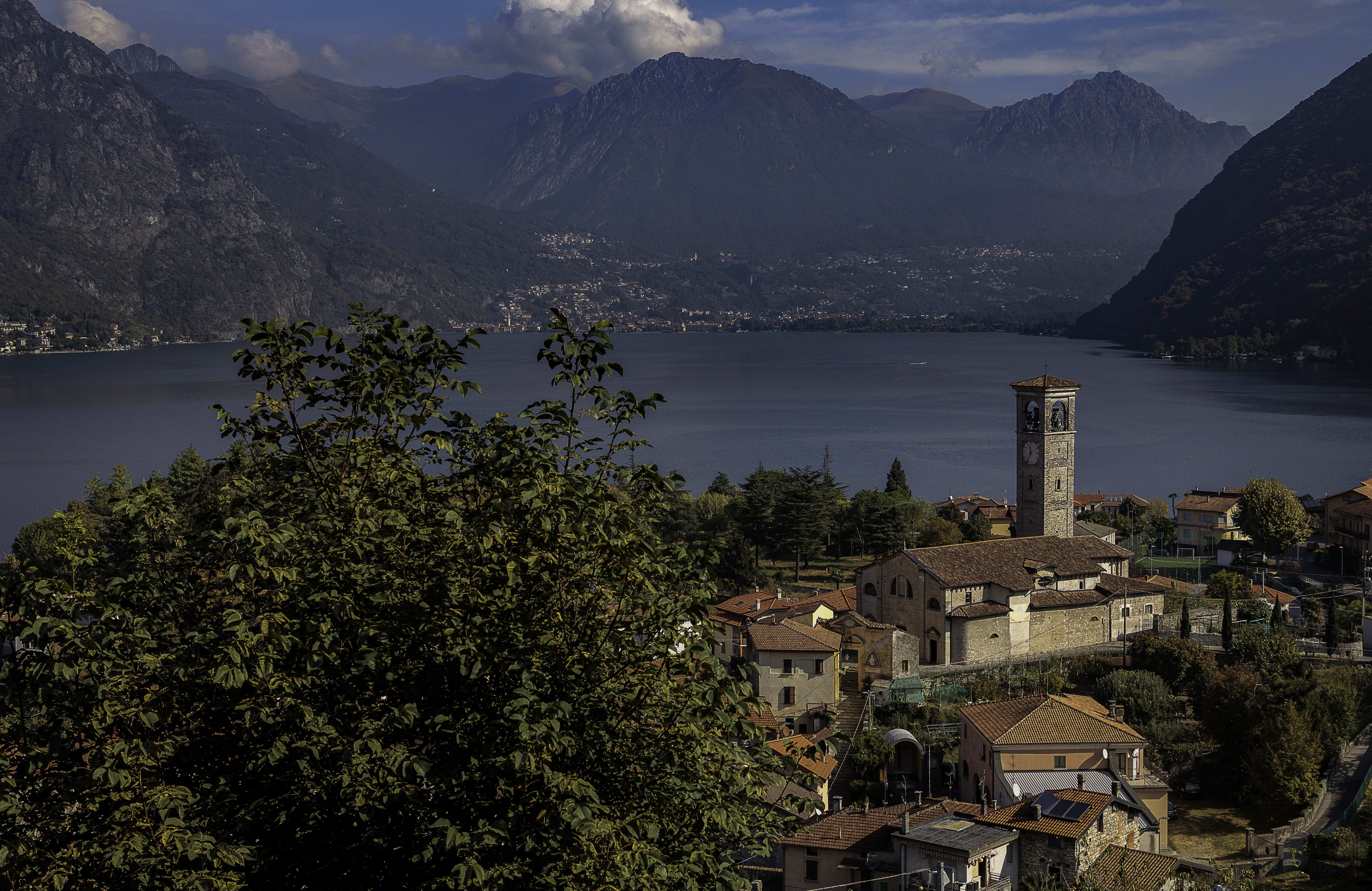
Veduta su Osteno e la sua chiesa

La chiesa dei Santi Pietro e Paolo si trova a Osteno, di cui è parrocchiale dal 1437. Attestata alla fine del XIII secolo tra le dipendenze della pieve di Porlezza, tra il 1582 e il 1630 la chiesa fu oggetto di importanti ristrutturazioni che previdero l'aggiunta delle due navate laterali.
Esternamente, il corpo principale della facciata e il campanile si presentano in conci di pietra regolarmente squadrati sulle paraste, ornati da cornici in cotto. Le pareti delle navate laterali, il prospetto sud e la zona absidale sono invece in muratura di pietra mista.
Internamente, la chiesa conserva un tabernacolo e, nella quarta cappella sinistra, una statua in marmo di una Madonna con Bambino; entrambe le opere sono attribuite ad Andrea Bregno. Lo stesso Bregno sarebbe anche autore di altre due piccole statue conservate nella stessa chiesa, raffiguranti i santi Giuseppe e Anna. Di Giovanni Battista Barberini sono invece gli stucchi della prima cappella sinistra, così come le statue e le paraste delle navate laterali. Le volte della navata centrale contengono dipinti di Luigi Tagliaferri, mentre gli affreschi delle pareti del presbiterio (1743) si devono all'artista lainese Domenico Quaglio (o a Giulio, esponente della stessa famiglia di artisti di Laino).

#### Chiesa parrocchiale di San Vincenzo
Già attestata alla fine del XIII secolo, la chiesa di San Vincenzo è la parrocchiale di Claino dal 1614. La chiesa fu costruita a partire dalla cappella romanica di un castello.
Inserita senza soluzione di continuità tra gli edifici circostanti, la chiesa si presenta con un avancorpo trasversale dotato di un portale tardogotico e realizzato nel primo Quattrocento con funzione battesimale. La chiesa non presente dunque facciata bensì solamente due ingressi situati sul prospetto sud, in corrispondenza della prima e della terza campata. Il prospetto sud comprende lacerti di decorazione pittorica a motivi geometrici, grosse integrazioni cementizie e zoccolatura strollata in cemento. Uno dei due ingressi si compone di un portale rivestito da pietre squadrate e dotato di una lunetta tardocinquecentesca recante un affresco di una Vergine col Bambino e santi. La chiesa, a cui sul lato nord sono addossati una sacrestia e un campanile, agli inizi del XIX secolo fu dotata di cupola.
Internamente, la parete nord presenta una Pietà del 1492, opera del pittore Gentilino, attivo anche nell'oratorio della Vergine Assunta di Ramponio. Nella parete sud si trova invece un altorilievo in terracotta di una Adorazione dei pastori di Marco Antonio Prestinari, che rappresenta il bozzetto dell'opera scolpita dallo stesso autore clainese nel Duomo di Milano. Si segnalano inoltre una settecentesca Presentazione al Tempio di Rocco Comanedi, i dipinti delle volte di Vincenzo de Bernardi e i paliotti d'altare di Domenico Pagani.

#### Oratorio di San Rocco
In località Righeggia si trova il complesso dell'oratorio di San Rocco, risalente al XVI secolo e situato lungo la strada che, durante la peste del 1630, portava al lazzaretto sito non lontano da Santa Margherita di Valsolda.
Il complesso si compone di una chiesetta ad aula con facciata a capanna e da una sacrestia e un campanile addossati sul lato sud.
La chiesa rappresenta l’unico esempio intelvese di edificio religioso con copertura in legno a capriate a vista e, sulla facciata, una decorazione secentesca a fasce bicolori. Sia prospetto principale sia la controfacciata sono intonacati e dipinti con decorazioni trompe-l'œil, mentre il prospetto nord presenta un intonaco con zoccolo strollato e vari rattoppi in cemento. Le pareti interne comprendono un ciclo di otto affreschi sulla vita del santo titolare dell'oratorio, realizzati nella prima metà del Seicento. Del 1659 è invece il paliotto in scagliola, attribuito ad Andrea Solari.

#### Oratorio di Santa Giulia

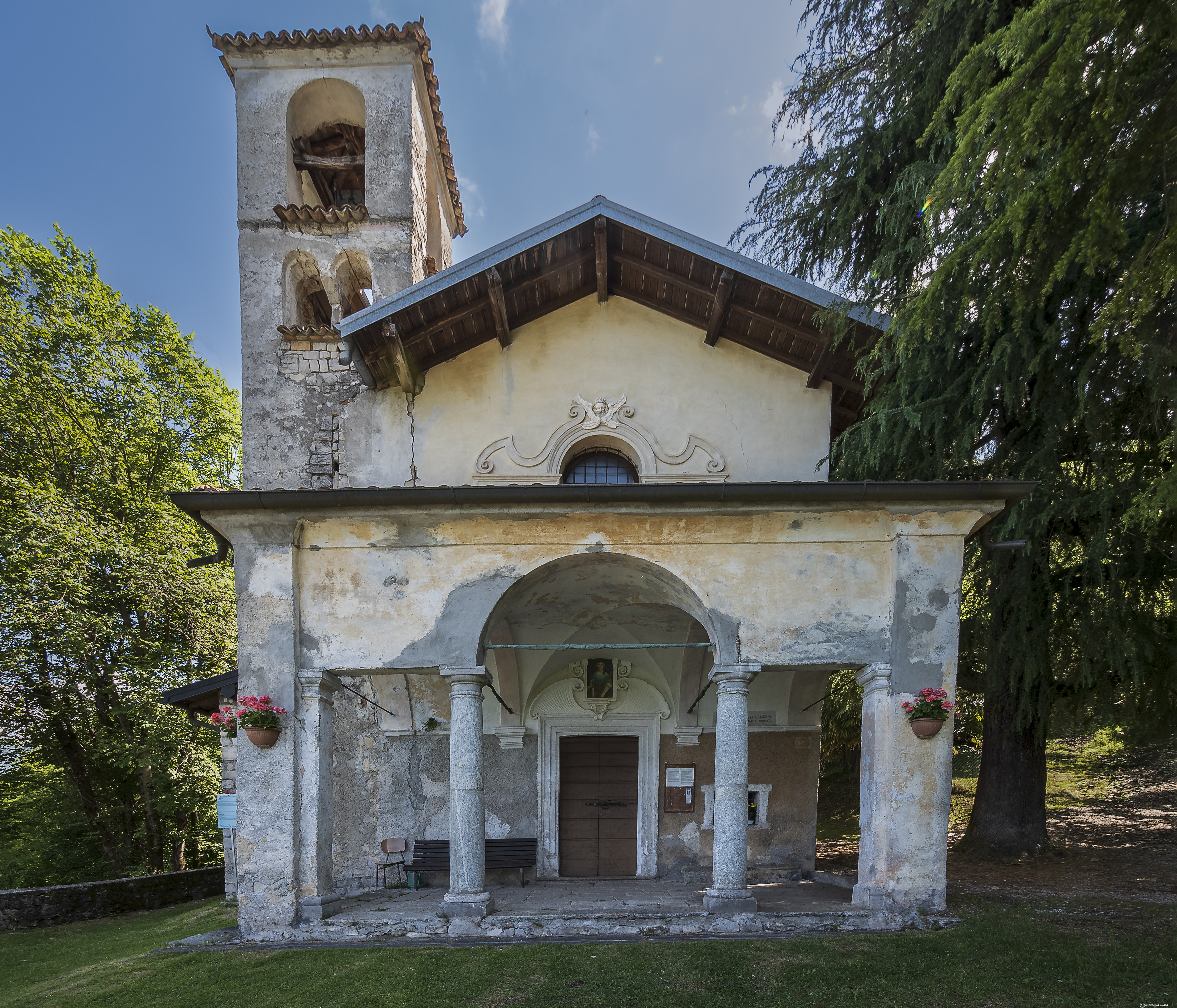
Oratorio di S. Giulia

L'oratorio di Santa Giulia è localizzato nei boschi sopra a Rescia, lungo l'antico percorso che da Claino conduceva a Porlezza. Il campanile venne innestato su un precedente medievale in stile romanico. Nel XVII secolo la chiesetta fu radicalmente ricostruita e dotata di un portico. Internamente si conservano alcune statue in stucco di Francesco Prestinari (1640), oltre a un ciclo di dipinti sulla storia della santa che, nonostante siano stati fortemente ripresi nel XX secolo, hanno origini seicentesche.

#### Altro

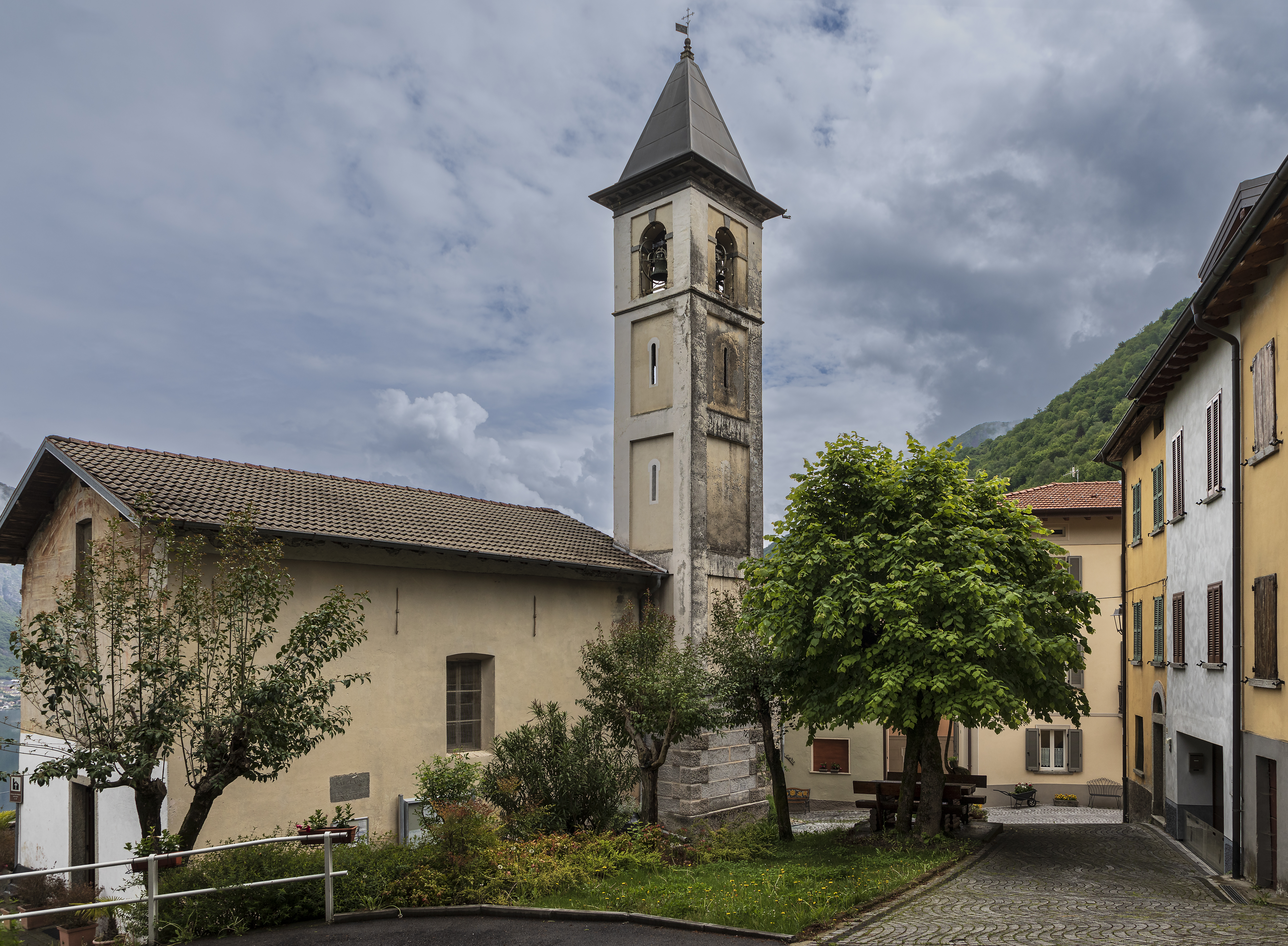
Chiesa di S. Maria delle Grazie

In località Barclaino si trova la chiesa di Santa Maria delle Grazie, attestata nel 1570 e contenente stucchi e affreschi dei secoli XVII e XVIII, dei quali alcuni stanno sparendo. Ai secoli XIX e XX risalgono invece le decorazioni sulla facciata.
A Claino si trova inoltre l'oratorio di San Giuseppe, costruito nel 1736
Gli atti della visita pastorale dell'arcivescovo Giuseppe Pozzobonelli nella pieve di Porlezza del 1751 attestano l'esisteva di un antico oratorio di Santa Maria nella località di Briellino.

### Architetture civili
A Claino, poco lontano dalla chiesa di San Vincenzo, si trova un palazzetto dalle origini Quattrocentesche ma molto rimaneggiato nel corso dei secoli. Dell'edificio primitivo, un tempo ad U, sono ancor oggi visibili alcuni conci di pietra, nonché alcuni portali a semicerchio ribassato monocentrico in pietra squadrata.
Nel centro storico di Claino, le pareti esterne delle cosiddette case medievali sono arricchite dalla presenza di affreschi.

Il lungolago di Osteno ospita l'edificio del pretorio, addossato a una torre di origine medievale che, dal Quattrocento (coi Rusca) fino all'età napoleonica, adempì le funzioni di carcere.

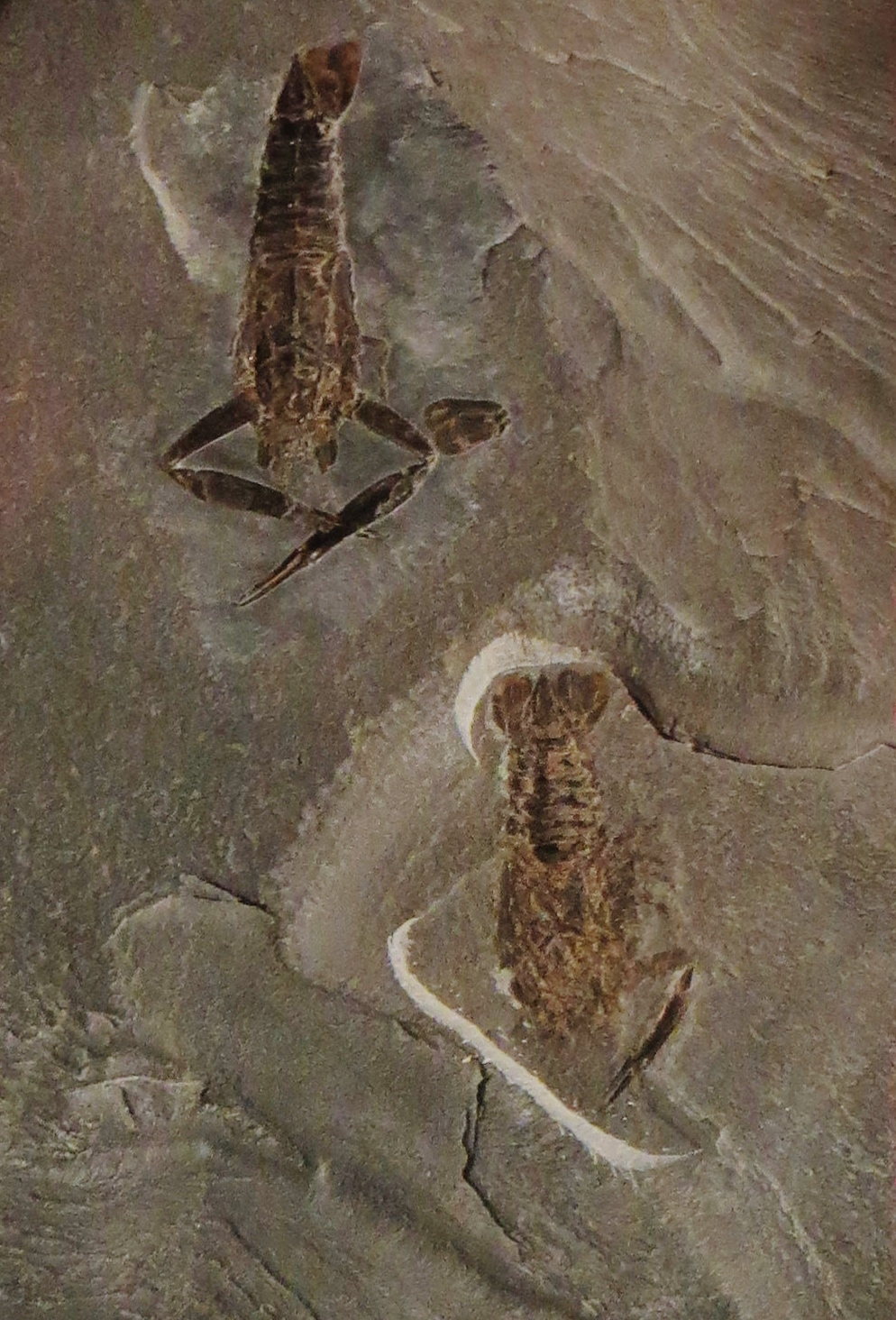
Esemplari di coleia rinvenuti a Osteno ed esposti durante una mostra milanese a palazzo Dugnani.

### Siti paleontologici
In prossimità di Osteno, in località Caslè, si trova un piccolo giacimento di fossili che ha la particolarità di essere a fossilizzazione totale (sono state cioè fossilizzate non solo le ossa, ma anche le parti molli).
Il giacimento è stato attribuito al Giurassico inferiore. Sono stati trovati moltissimi invertebrati marini, in particolare crostacei, molluschi e persino vermi. Abbondano inoltre i pesci, vermi nematodi, policheti ed enteropneusti, uno squalo dal corpo sottile (Ostenoselache stenosoma) e una sorta di chimera con la testa allargata, (Squaloraja polyspondyla). Vi sono stati anche rinvenuti fossili delle zamiti.
Tra i fossili più importanti del giacimento, da ricordare senza dubbio i misteriosi crostacei tilacocefali. A seguito di questa scoperta, il giacimento di Osteno è ora famoso in tutto il mondo al pari di quello di Solnhofen o di Bolca. I paleontologi del museo di storia naturale di Milano hanno voluto ricordare la località di riconoscimento del fossile principe del giacimento dandogli il nome di Ostenocaris cypriformis. Grazie allo studio del giacimento di Osteno si è potuto ricostruire l'ambiente e la fauna che popolava il mare del Giurassico inferiore (190 Ma) in questa parte delle attuali Alpi meridionali. Questi fossili possono essere visti nel Museo dei fossili a Scaria (frazione di Lanzo d'Intelvi), nel Museo etnografico di Grandola ed Uniti (Co) oppure al Milano nel Museo di Storia Naturale dove è allestita una vetrina specifica per il giacimento di Osteno.

L'Orrido di Osteno

### Aree naturali

#### Grotte di Rescia
Le grotte di Rescia si sono formate da depositi di tufo trascinati per secoli da acque sorgive calcaree che, ancora oggi, contribuiscono al processo di formazione di stallattiti. Già nel XIX secolo, le grotte furono collegate tra di loro e provviste di illuminazione artificiale.
Le grotte ospitano una serie di cascatelle interne, oltre ad alcune rocce cave.
Una delle grotte contiene un'apertura naturale con vista su una cascata formata dal torrente di Santa Giulia.

#### Orrido di Osteno
Citato da Antonio Fogazzaro nel suo romanzo Malombra e da Luigi Pirandello nella poesia Lago di Lugano, l'Orrido di Osteno (oggi sito in proprietà privata) è una gola che comprende una cascata formata dai torrenti Telo e Lirone. La cascata è nota anche con l'appellativo di Pescara.

## Società

### Evoluzione demografica

#### Prima dell'unità d'Italia
- 1751: 435 abitanti (di cui un terzo a Claino e la restante parte a Osteno);
- 1771: 370 abitanti (di cui 121 a Claino e 249 a Osteno);
- 1799: 387 abitanti;
- 1805: 395 abitanti;
- 1807 (dopo annessione di Ponna): 693 abitanti;
- 1832: 538 abitanti;
- 1853: 538 abitanti.

#### Dopo l'unità d'Italia
Abitanti censiti

## Cultura

### Eventi
Il 22 gennaio ed il 29 giugno si festeggiano i Patroni, san Vincenzo per Claino e i Santi Pietro e Paolo per Osteno. Altre importanti occasioni religiose sono poi quelle della Madonna della Cintura (tradizionalmente chiamata Quartascia) che si festeggia la quarta domenica di gennaio, quella della Madonna delle Grazie che si festeggia a Barclaino la domenica di quinquagesima, di Santa Giulia, che si festeggia a Claino il 22 maggio con grigliate ed allegria in montagna e quella di San Rocco che si festeggia ad Osteno il 16 agosto.

## Geografia antropica

### Frazioni
La frazione di Barclaino si trova in posizione sopraelevata sulla parte italiana del lago di Lugano. Sorge sulle fondamenta di un vecchio fortino, caratteristica visibile dalla sua conformazione raccolta e dal nome dell'unica piazza del paese ("piazza del Forte").
In riva al lago si trovano le borgate di Rescia (verso Porlezza) e di Righeggia (verso Santa Margherita di Valsolda).

## Amministrazione
Il primo consiglio comunale fu eletto nel 1832.

### Esplicative
1. ↑  Per il dialetto comasco, si utilizza l'ortografia ticinese, introdotta a partire dal 1969 dall'associazione culturale Famiglia Comasca nei vocabolari, nei documenti e nella produzione letteraria.

### Bibliografiche
1. 1 2   Bilancio demografico mensile anno 2024 (dati provvisori), su demo.istat.it, ISTAT.
2. ↑   Comune di Claino con Osteno - Statuto (PDF), su dait.interno.gov.it. URL consultato l'8 ottobre 2019.
3. ↑   Claino con Osteno Turismo - Rescia, su clainoconostenoturismo.it. URL consultato il 2019.
4. ↑   Classificazione sismica (XLS), su rischi.protezionecivile.gov.it.
5. ↑   Tabella dei gradi/giorno dei Comuni italiani raggruppati per Regione e Provincia (PDF), in Legge 26 agosto 1993, n. 412, allegato A, Agenzia nazionale per le nuove tecnologie, l'energia e lo sviluppo economico sostenibile, 1º marzo 2011,  p. 151. URL consultato il 25 aprile 2012 (archiviato dall'url originale il 1º gennaio 2017).
6. ↑   AA. VV., Dizionario di toponomastica. Storia e significato dei nomi geografici italiani., Milano, Garzanti, 1996,  p. 215, ISBN 88-11-30500-4.
7. ↑   La storia [collegamento interrotto], su Comune di Claino con Osteno. URL consultato l'8 aprile 2020.
8. 1 2 3 4 5 6 7 8  TCI, Guida d'Italia [...], p. 319.
9. 1 2 3 4 5 6 7 8 9   SIUSA - Comune di Claino con Osteno, su siusa.archivi.beniculturali.it. URL consultato l'8 aprile 2020.
10. ↑   Claino con Osteno, su Stemmi dei Comuni della Provincia di Como. URL consultato il 23 ottobre 2022.
11. ↑  Frigerio, p. 143.
12. 1 2 3 4   S. Pietro e Paolo [collegamento interrotto], su comune.clainoconosteno.co.it. URL consultato l'8 aprile 2020.
13. 1 2 3   SIUSA - Parrocchia dei Santi Pietro e Paolo apostoli in Osteno, su siusa.archivi.beniculturali.it. URL consultato l'8 aprile 2020.
14. 1 2 3 4 5 6   Chiesa dei SS. Pietro e Paolo - complesso, Via alla Chiesa - Claino con Osteno (CO), su Architetture – Lombardia Beni Culturali. URL consultato l'8 aprile 2020.
15. 1 2 3   Touring club italiano, Le province di Como e Lecco: il Lario, le ville, i parchi, Bellagio, Menaggio, Varenna, Touring Editore, 2003,  p. 76, ISBN 978-88-365-2919-3. URL consultato il 18 dicembre 2021.
16. 1 2 3  Borghese, p. 175.
17. 1 2 3 4 5 6 7   S. Vincenzo [collegamento interrotto], su comune.clainoconosteno.co.it. URL consultato l'8 aprile 2020.
18. ↑  Frigerio, p. 144.
19. 1 2 3 4 5 6 7   Chiesa di S. Vincenzo - complesso, Via Parrocchiale - Claino con Osteno (CO), su Architetture – Lombardia Beni Culturali. URL consultato l'8 aprile 2020.
20. 1 2 3   Chiesa di S. Rocco - complesso, Via San Rocco - Claino con Osteno (CO), su Architetture – Lombardia Beni Culturali. URL consultato l'8 aprile 2020.
21. 1 2 3 4   S. Rocco [collegamento interrotto], su comune.clainoconosteno.co.it. URL consultato l'8 aprile 2020.
22. ↑   Oratorio di S. Giulia, Via Santa Giulia - Claino con Osteno (CO), su Architetture – Lombardia Beni Culturali. URL consultato l'8 aprile 2020.
23. ↑  Belloni et al., p. 139.
24. ↑   S. Giulia [collegamento interrotto], su comune.clainoconosteno.co.it. URL consultato l'8 aprile 2020.
25. ↑   Chiesa di S. Maria delle Grazie, Via Onorato Dolci - Claino con Osteno (CO), su Architetture – Lombardia Beni Culturali. URL consultato l'8 aprile 2020.
26. ↑   Oratorio di S. Giuseppe, Piazza D. Pagani - Claino con Osteno (CO), su Architetture – Lombardia Beni Culturali. URL consultato l'8 aprile 2020.
27. 1 2   Palazzetto Medievale [collegamento interrotto], su comune.clainoconosteno.co.it. URL consultato l'8 aprile 2020.
28. ↑   Torre e Pretorio, su comune.clainoconosteno.co.it. URL consultato l'8 aprile 2020 (archiviato dall'url originale l'8 maggio 2018).
29. 1 2   Le Grotte di Rescia [collegamento interrotto], su comune.clainoconosteno.co.it. URL consultato l'8 aprile 2020.
30. ↑  Bartolini, pp. 22-23.
31. ↑   L'Orrido di Osteno, su comune.clainoconosteno.co.it. URL consultato l'8 aprile 2020 (archiviato dall'url originale l'8 maggio 2018).
32. ↑  Statistiche I.Stat ISTAT  URL consultato in data 28-12-2012.
Nota bene: il dato del 2021 si riferisce al dato del censimento permanente al 31 dicembre di quell'anno. Fonte:  Popolazione residente per territorio - serie storica, su esploradati.censimentopopolazione.istat.it.
33. ↑  Il primo consiglio comunale su lombardiabeniculturali.it